# Cratere Jahan
Jahan  è un cratere sulla superficie di Eros.